# Skovfoged
Skovfoged es una variedad cultivar de manzano (Malus domestica).
Se cree que se originó en Dinamarca. Conocido a principios de 1800. Las frutas tienen una carne firme, fina y bastante seca con un sabor subacido y ligeramente dulce.

## Sinónimos
- "Zvoša",
- "Holzvogt Apfel von Lov",
- "Rodt Gauneaeble",
- "Skogsfogedaeble fra Lov",
- "Skogsfogedeapple",
- "Skovfogeable",
- "Skovfogedaeble",
- "Skovfogedaeble fra Lou".[4]

## Historia
'Skovfoged' es una variedad de manzana, que se cree que se originó en Dinamarca. Conocido a principios de 1800.
'Skovfoged' se cultiva en la National Fruit Collection con el número de accesión: 1927 - 005 y Accession name: Skovfoged.

## Características
'Skovfoged' es un árbol de expansión moderada y vigorosa; da fruto en espuelas; tiene un tiempo de floración que comienza a partir del 30 de abril con el 10% de floración, para el 5 de mayo tiene una floración completa (80%), y para el 12 de mayo tiene un 90% caída de pétalos.
'Skovfoged' tiene una talla de fruto es mediana-grande; forma cónica estrecha, con una altura de 65.00mm y una anchura de 63.50mm; con nervaduras fuertes; epidermis con color de fondo verde, con sobre color marrón en una cantidad media, con sobre patrón de color rayado, "russeting" (pardeamiento áspero superficial que presentan algunas variedades) muy bajo; carne de color crema-blanca, de grano fino, firme; jugosidad seco y dulce con sabor a fresa.
Su tiempo de recogida de cosecha se inicia a finales de agosto, pero no tiene buena conservación.

## Usos
Uso en cocina. Hace una dulce tarta de manzana.
Recomendado para el huerto familiar, irrelevante en el cultivo comercial de frutas en la actualidad.

## Ploidismo
Diploide. No produce polen fértil. Las variedades polinizadoras del Grupo B. Día 5.